# اسپیدی گنزالس (فیلم)
اسپیدی گنزالس (انگلیسی: Speedy Gonzales) نام یک فیلم کوتاه به کارگردانی فریز فرلنگ بر اساس داستانی از وارن فاستر می‌باشد که در سال ۱۹۵۵ منتشر شد. این فیلم با حضور دو شخصیت انیمیشنی اسپیدی گنزالس و سیلوستر بوده‌است.